# Tajadas
Las tajadas de plátano (maduro o verde) o, simplemente, tajadas, es una preparación típica de países hispanoamericanos como Puerto Rico, Colombia, Costa Rica, Curaçao, Ecuador, El Salvador,  Guatemala, Cuba, República Dominicana, Honduras, Nicaragua, Panamá y  Venezuela. Consiste en plátano cortado en lonchas o tajadas (de ahí su nombre) elongadas o redondas que se fríen en aceite caliente o se hornean. Pueden consumirse como acompañantes de otros platos o solas, cubiertas de queso rallado o sin ningún añadido.
Preparaciones similares son realizadas en África Occidental y Central bajo el nombre de alloco o missolé.

## Usos

### Colombia
La tajada de plátano maduro forma parte de uno de los platos más comunes del país: carne, arroz blanco y fríjoles, como en el seco costeño o en la bandeja paisa. El aborrajado vallecaucano es una variación de la tajada: tajadas grandes maceradas, rellenas de queso, rebozadas en una mezcla de agua o leche con huevo, harina, azúcar, sal canela, y vueltas a freír.
También en este país (principalmente en Valle del Cauca) es común preparar con las mismas un postre llamado tajadas en melao, el cual consiste en simplemente macerarlas en almíbar de panela. Igualmente en dicha región se acostumbra consumirlas simplemente acompañadas de un vaso de leche fría como merienda.

### Costa Rica
Se sirven con gallo pinto o con casados. También se pueden comer con natilla y queso blanco rallado por encima.

### Panamá
En todo Panamá las tajadas de plátano maduro se sirven con la comida diaria, en el almuerzo y la cena, acompañando a cualquier plato con arroz, carne y menestras o frijoles.  Suelen freírse en aceite bien caliente y sazonarse con sal para matizar el sabor dulce que le confiere a los platos que acompaña.
Las de plátano verde se sirven además en el desayuno, acompañadas de diversas frituras, siendo muy popular servirlas con huevo frito y otras frituras como chorizo, bofe, pajarilla, chicharrón, etc.

### Venezuela

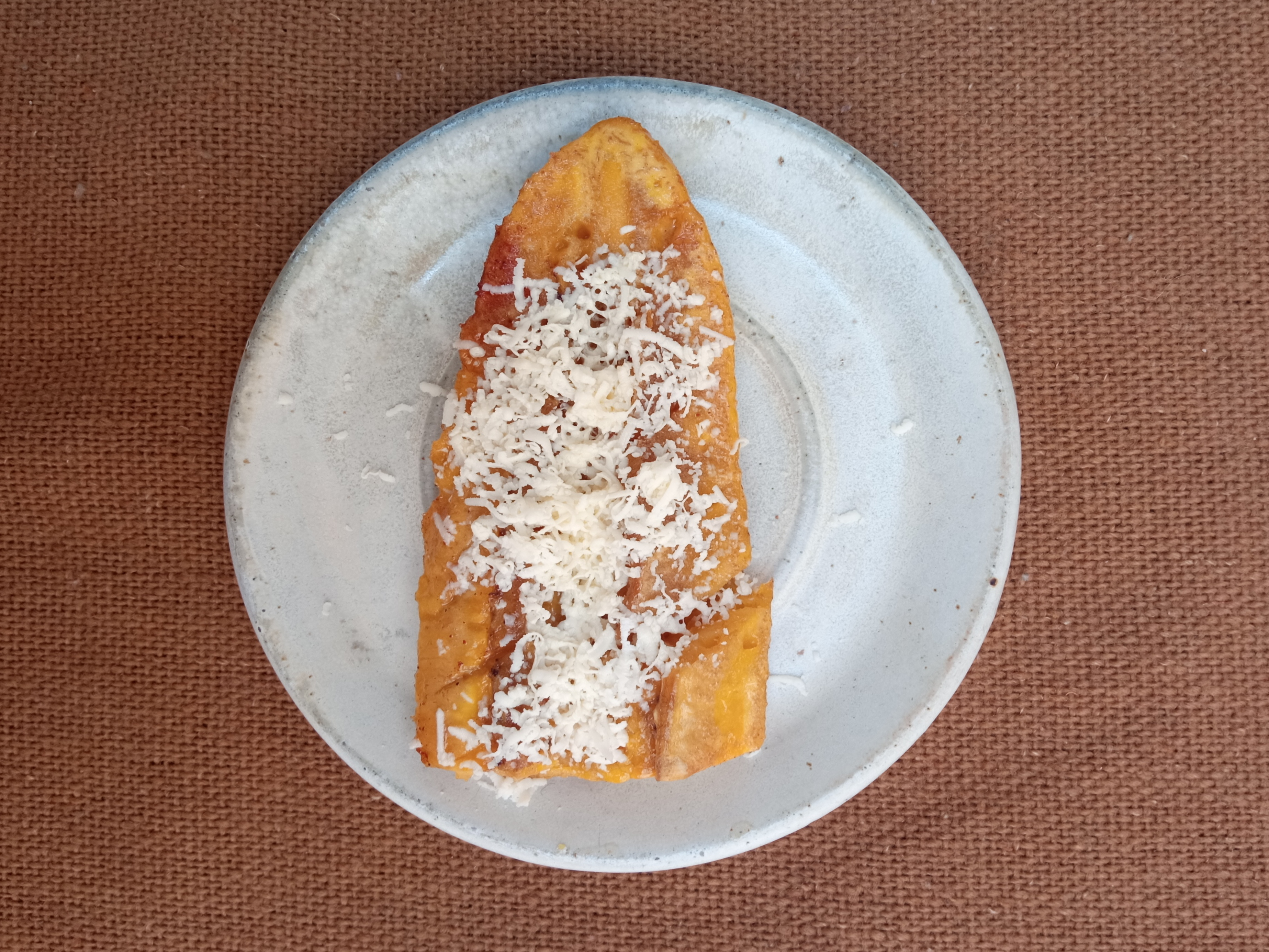
Tajada de plátano horneado con queso llanero rallado

La de plátano maduro es integrante del pabellón criollo. En el Oriente venezolano suele hacer parte de los diversos pasteles de pescado (cuajao, pastel de chucho y torta de cazón), aportando el sabor ligeramente dulce típico de los platos de esta región. También figura como contorno en platos como la tostada caroreña.
En Venezuela también son preparadas con plátano verde y se le conocen como tostones en la mayor parte del país. Con la excepción el estado Zulia donde se denominan patacones. 
Otro plato muy conocido del Estado Zulia que se prepara con tajadas son los yoyos de plátano (conocidos en Colombia como aborrajados). Se coloca un trozo de queso entre dos tajadas fritas de plátano, se rebozan en huevo batido y se fríen.
Si bien se pueden consumir sin ningún añadido, muchos suelen espolvorearles queso blanco duro rallado y también hay algunos que las untan con margarina.

### Nicaragua
En Nicaragua el vocablo «tajada» se usa para dos preparaciones distintas. Por un lado las tajadas típicas de la fritanga nicaragüense consisten en un corte transversal largo del plátano verde, dando como resultado unas tajadas finas y crujientes servidas generalmente con queso. Y por otro lado las tajadas de plátano maduro son muy similares a las del resto de la región.

### Honduras
En Honduras el nombre «tajada» hace referencia al plátano verde cortado en lascas y frito en aceite, el cual es conocido en otros países como «patacón» o «tostón». La comida más popular de este país el «pollo con tajadas» está compuesto por la «tajada».

### República Dominicana
En República Dominicana se conocen como «fritos maduros» para diferenciarlos de los tostones o fritos verdes. Se preparan para acompañar el almuerzo y darle un sabor dulce a los platos que se prepararan.

### México
En México los plátanos que son más maduros se sirven se fríen y también se usa como un postre cubierto con crema y queso o con leche condensada; también se encuentran al horno o a la parrilla.

## Valor nutricional
Si bien es cierto que el plátano contiene minerales como el potasio, el plátano maduro frito debe consumirse con moderación, ya que al freírse absorbe abundante aceite, lo cual hace que este alimento sea muy alto en lípidos (y por ende en calorías) y debe vigilarse su consumo en personas que padecen de problemas de sobrepeso u obesidad. También es muy rico en azúcares, por lo que los diabéticos deben también vigilar su consumo.